# Vilariño (Golada)
Vilariño (oficialmente Santa María de Vilariño) es una parroquia española del municipio de Golada, perteneciente a la provincia de Pontevedra, en la comunidad autónoma de Galicia. En 2022, tenía empadronados 97 habitantes.